# Jimmy Eat World
Jimmy Eat World ist eine 1993 gegründete US-amerikanische Rockband aus Mesa, Arizona.

## Werdegang
Jimmy Eat World wurde 1993 von Sänger/Gitarrist Jim Adkins, Schlagzeuger Zach Lind, Gitarrist Tom Linton und Bassist Mitch Porter in Mesa, Arizona, gegründet. Der Bandname stammt von einer Zeichnung, die Toms jüngerer Bruder Ed im Alter von acht Jahren aufgrund einer Auseinandersetzung mit seinem etwas übergewichtigen Bruder Jim malte und sie Jimmy Eat World nannte, um auszudrücken, sein Bruder sei so dick, dass er die ganze Welt essen könnte. Als Tom Linton das Bild sah, war er von dem (grammatikalisch falschen) Schriftzug so angetan, dass er vorschlug, die Band danach zu benennen.
1994 nahm die Band ihr selbstfinanziertes Debütalbum Jimmy Eat World auf. Es erschien mit einer Auflage von nur 2000 Stück beim Independentlabel Wooden Blue und ist heute ein begehrtes Sammlerstück. Kurz darauf verließ Bassist Mitch Porter aus persönlichen Gründen die Band und Rick Burch, ein weiterer Schulfreund, wurde neues Bandmitglied.
1995 entdeckte ein Talentscout die Band und Jimmy Eat World unterschrieben einen Plattenvertrag bei Capitol Records. Dort veröffentlichte die Band 1996 ihr zweites Album Static Prevails, welches in den USA zu einem Achtungserfolg wurde und zu ausgedehnten Tourneen führte. Jenseits des Atlantiks wurde die CD aufgrund fehlenden Engagements von Capitol Records jedoch nicht veröffentlicht.
Auch das 1999 produzierte Album Clarity erschien vorerst nur in den USA, wo Jimmy Eat World inzwischen vor ausverkauften Hallen spielten. Die Single Lucky Denver Mint wurde von Capitol Records erst veröffentlicht, als der Song im nationalen Radio schon lange ein Erfolg war. Um doch den Sprung nach Europa zu schaffen, kaufte die Band auf eigene Kosten größere Mengen des Albums und verschickte sie nach Europa. Clarity verkaufte sich besonders in Deutschland so gut, dass die Band kurzfristig eine fünfwöchige Europatour organisierte. In diesem Zusammenhang kam es auch zur Trennung von Capitol Records, was beiden Parteien nur recht war.
Für die Band war die Trennung von Capitol ein Befreiungsschlag. Die Aufnahmen für das Album Bleed American finanzierten sie schließlich wieder selbst, hauptsächlich mit Nebenjobs und aus Tournee-Einnahmen. Auf ihrer Europatour in 2000 schaffte es Jimmy Eat World sogar, eine ausverkaufte Show in Tobby Holzingers (Your Choice Records) legendärem Bochumer Rock Club „Blackout“ zu spielen, bei der ein professioneller Live-Mitschnitt entstand, der als Teil der Your Choice Live Series erscheinen sollte, jedoch bis heute unveröffentlicht geblieben ist. Als die Aufnahmen für das Album Bleed American fertig waren, bot die Band sie mehreren Plattenfirmen an, entschied sich aber schlussendlich für DreamWorks Records, wo das Album noch 2001, erstmals weltweit gleichzeitig, erschien. Inzwischen hatte der deutsche Partner von Capitol Records, EMI, das Potenzial erkannt, und auch die Alben Clarity und Static Prevails offiziell in Deutschland veröffentlicht.
Nach den Terroranschlägen am 11. September 2001 wurde das Album Bleed American in den USA nachträglich in Jimmy Eat World umbenannt, die gleichnamige Single in Salt Sweat Sugar.
Nach einer monatelangen weltweiten Tournee begannen Jimmy Eat World 2003 mit den Aufnahmen zum fünften Album Futures, mussten aber nach einiger Zeit feststellen, dass sie mit den Ergebnissen unzufrieden waren. Schweren Herzens beendeten sie die Zusammenarbeit mit Langzeit-Produzent und Freund Mark Trombino und sahen sich nach einem neuen Produzenten um, den sie schließlich in Gil Norton fanden.
Während die Musikstücke auf Clarity ausschweifend und experimentell waren, dagegen auf Bleed American poppiger, härter und insgesamt leichter zugänglich, bildete das Ende 2004 erschienene fünfte Album Futures eine Symbiose dieser beiden Richtungen. Futures stieg in den USA auf Platz 6 der Charts ein und erreichte auch in Europa, getragen von den Single-Auskoppelungen Pain und Work, hohe Verkaufszahlen. Allein in den USA wurden 599.000 Exemplare verkauft.

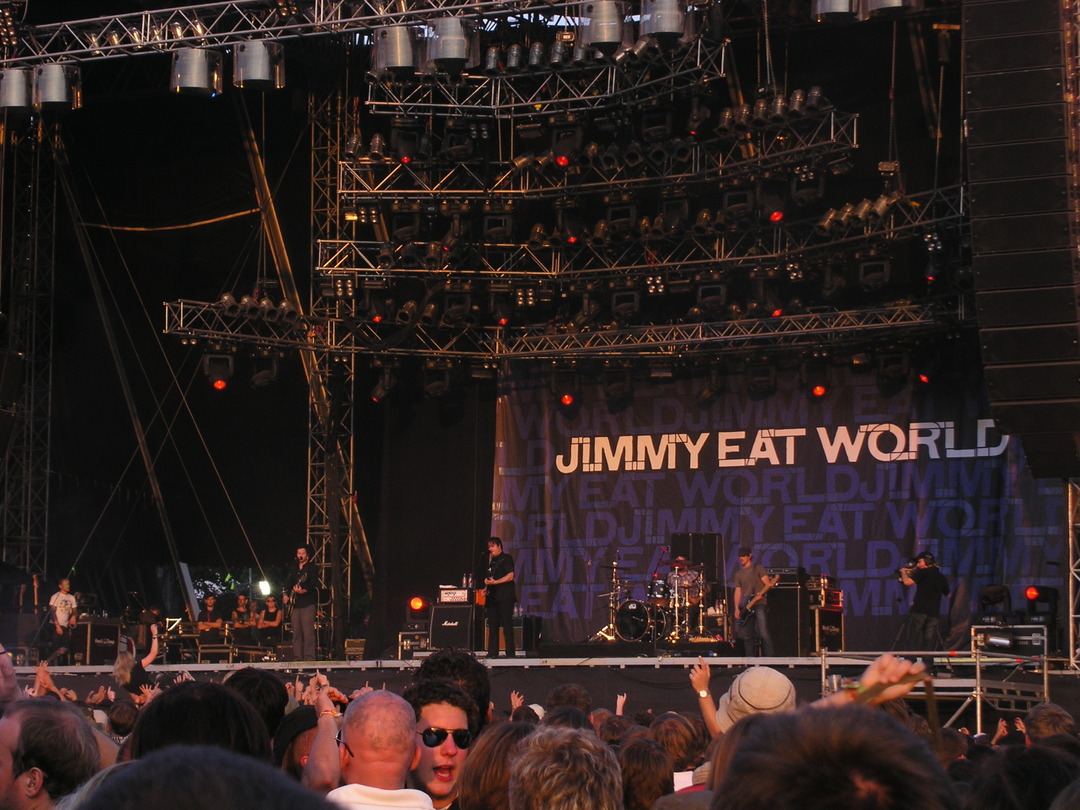
Jimmy Eat World auf dem Highfield-Festival 2007

Das Album Chase This Light erschien im Oktober 2007. Single-Auskopplungen davon waren Big Casino und Always Be. Im Herbst 2010 erschien mit Invented das siebte Studioalbum.
2012 gab die Band auf Twitter und ihrer Facebook-Seite bekannt, dass die Arbeiten an ihrem achten Studioalbum begonnen hätten. Es erschien am 7. Juni 2013 mit dem Namen Damage. Die Songauskopplung hierzu war I Will Steal You Back. Nach einer kurzen Auszeit veröffentlichte die Band im Oktober 2016 ihr neuntes Studioalbum „Integrity Blues“, im Oktober 2019 dann ihr zehntes Album „Surviving“.
Einige Songs der Band wurden in Soundtracks bestimmter Videospiele wie z. B. „Tony Hawk’s Underground 2“, „Burnout 3: Takedown“, „Midnight Club 3: Dub Edition“ oder „Need for Speed Shift 2“ verwendet.

## Diskografie

### Studioalben
| Jahr | Titel            | Höchstplatzierung, Gesamtwochen, AuszeichnungChartplatzierungen (Jahr, Titel, Platzierungen, Wochen, Auszeichnungen, Anmerkungen) | Höchstplatzierung, Gesamtwochen, AuszeichnungChartplatzierungen (Jahr, Titel, Platzierungen, Wochen, Auszeichnungen, Anmerkungen) | Höchstplatzierung, Gesamtwochen, AuszeichnungChartplatzierungen (Jahr, Titel, Platzierungen, Wochen, Auszeichnungen, Anmerkungen) | Höchstplatzierung, Gesamtwochen, AuszeichnungChartplatzierungen (Jahr, Titel, Platzierungen, Wochen, Auszeichnungen, Anmerkungen) | Höchstplatzierung, Gesamtwochen, AuszeichnungChartplatzierungen (Jahr, Titel, Platzierungen, Wochen, Auszeichnungen, Anmerkungen) | Anmerkungen                                                    |
| Jahr | Titel            | DE | AT | CH | UK | US | Anmerkungen                                                    |
| ---- | ---------------- | --- | --- | --- | --- | --- | -------------------------------------------------------------- |
| 1994 | Jimmy Eat World  | — | — | — | — | — | Erstveröffentlichung: Dezember 1994                            |
| 1996 | Static Prevails  | — | — | — | — | — | Erstveröffentlichung: 23. Juli 1996                            |
| 1999 | Clarity          | DE47 (6 Wo.)DE | — | — | — | — | Erstveröffentlichung: 23. Februar 1999 Charteinstieg erst 2001 |
| 2001 | Bleed American   | DE29 (5 Wo.)DE | — | — | UK62 Gold · (6 Wo.)UK | US31 Platin · (70 Wo.)US | Erstveröffentlichung: 24. Juli 2001                            |
| 2004 | Futures          | DE33 (3 Wo.)DE | — | CH65 (1 Wo.)CH | UK22 Silber · (3 Wo.)UK | US6 Gold · (28 Wo.)US | Erstveröffentlichung: 19. Oktober 2004                         |
| 2007 | Chase This Light | DE54 (1 Wo.)DE | AT73 (1 Wo.)AT | CH94 (1 Wo.)CH | UK27 (1 Wo.)UK | US5 (10 Wo.)US | Erstveröffentlichung: 16. Oktober 2007                         |
| 2010 | Invented         | DE44 (1 Wo.)DE | AT67 (1 Wo.)AT | CH73 (1 Wo.)CH | UK29 (1 Wo.)UK | US11 (6 Wo.)US | Erstveröffentlichung: 28. September 2010                       |
| 2013 | Damage           | DE41 (1 Wo.)DE | AT54 (1 Wo.)AT | CH55 (1 Wo.)CH | UK38 (1 Wo.)UK | US14 (2 Wo.)US | Erstveröffentlichung: 11. Juni 2013                            |
| 2016 | Integrity Blues  | DE35 (1 Wo.)DE | — | CH80 (1 Wo.)CH | UK21 (1 Wo.)UK | US17 (2 Wo.)US | Erstveröffentlichung: 21. Oktober 2016                         |
| 2019 | Surviving        | DE44 (1 Wo.)DE | AT72 (1 Wo.)AT | CH70 (1 Wo.)CH | UK21 (1 Wo.)UK | US90 (2 Wo.)US | Erstveröffentlichung: 18. Oktober 2019                         |

### Livealben
| Jahr | Titel          | Höchstplatzierung, Gesamtwochen, AuszeichnungChartsChartplatzierungen (Jahr, Titel, Platzierungen, Wochen, Auszeichnungen, Anmerkungen) | Anmerkungen                         |
| Jahr | Titel          | US | Anmerkungen                         |
| ---- | -------------- | --- | ----------------------------------- |
| 2013 | iTunes Session | US156 (1 Wo.)US | Erstveröffentlichung: 22. Juli 2013 |

Weitere Livealben
- 2008: Chase This Light Tour 2008
- 2009: Clarity Live
- 2011: iTunes Festival: London 2011
- 2013: iTunes Festival: London 2013

### Kompilationen
- 2000: Singles

### EPs
- 1994: One, Two, Three, Four
- 1998: Jimmy Eat World
- 2001: Salt Sweat Sugar
- 2002: Good to Go EP
- 2004: Firestarter EP
- 2004: Christmas EP
- 2005: Stay on My Side Tonight

### Singles
| Jahr | Titel Album                | Höchstplatzierung, Gesamtwochen, AuszeichnungChartplatzierungen (Jahr, Titel, Album, Platzierungen, Wochen, Auszeichnungen, Anmerkungen) | Höchstplatzierung, Gesamtwochen, AuszeichnungChartplatzierungen (Jahr, Titel, Album, Platzierungen, Wochen, Auszeichnungen, Anmerkungen) | Höchstplatzierung, Gesamtwochen, AuszeichnungChartplatzierungen (Jahr, Titel, Album, Platzierungen, Wochen, Auszeichnungen, Anmerkungen) | Anmerkungen                              |
| Jahr | Titel Album                | DE | UK | US | Anmerkungen                              |
| ---- | -------------------------- | --- | --- | --- | ---------------------------------------- |
| 2001 | Bleed American             | — | UK60 Silber · (2 Wo.)UK | — | Erstveröffentlichung: 5. Juni 2021       |
| 2001 | The Middle Bleed American  | DE— GoldDE | UK26 ×2Doppelplatin · (3 Wo.)UK | US5 (33 Wo.)US | Erstveröffentlichung: Oktober 2001       |
| 2002 | Sweetness Bleed American   | — | UK38 Silber · (2 Wo.)UK | US75 (14 Wo.)US | Erstveröffentlichung: 3. Juni 2002       |
| 2004 | Pain Futures               | — | UK38 (2 Wo.)UK | US93 Gold · (2 Wo.)US | Erstveröffentlichung: 14. September 2004 |
| 2004 | Work Futures               | — | UK49 (2 Wo.)UK | — | Erstveröffentlichung: 7. Dezember 2004   |
| 2007 | Always Be Chase This Light | — | UK37 (2 Wo.)UK | — | Erstveröffentlichung: 4. Dezember 2007   |

Weitere Singles
- 1999: Lucky Denver Mint
- 1999: Blister
- 2001: Last Christmas (Original: Wham!) / Firestarter (Original: The Prodigy)
- 2007: Big Casino
- 2007: Always Be
- 2010: My Best Theory
- 2011: Coffee and Cigarettes
- 2016: Get Right
- 2016: Sure and Certain
- 2017: Get Right
- 2019: Love Never
- 2022: Something Loud
- 2023: Telepath

### Videoalben
- 2005: Believe in What You Want
- 2008: Tempe Sessions

## Auszeichnungen für Musikverkäufe
| Goldene Schallplatte - Neuseeland - 2024: für das Album Bleed American - Spanien - 2024: für die Single The Middle - Vereinigtes Königreich - 2024: für das Lied Hear You Me | 3× Platin-Schallplatte - Neuseeland - 2024: für die Single The Middle |

Anmerkung: Auszeichnungen in Ländern aus den Charttabellen bzw. Chartboxen sind in ebendiesen zu finden.
| Land/RegionAuszeichnungen für Musikverkäufe (Land/Region, Auszeichnungen, Verkäufe, Quellen) | Silber     | Gold     | Platin     | Verkäufe  | Quellen             |
| -------------------------------------------------------------------------------------------- | ---------- | -------- | ---------- | --------- | ------------------- |
| Deutschland (BVMI)                                                                           | —          | Gold1    | —          | 250.000   | musikindustrie.de   |
| Neuseeland (RMNZ)                                                                            | —          | Gold1    | 3× Platin3 | 97.500    | radioscope.co.nz    |
| Spanien (Promusicae)                                                                         | —          | Gold1    | —          | 30.000    | elportaldemusica.es |
| Vereinigte Staaten (RIAA)                                                                    | —          | 2× Gold2 | Platin1    | 2.000.000 | riaa.com            |
| Vereinigtes Königreich (BPI)                                                                 | 4× Silber4 | Gold1    | 2× Platin2 | 1.960.000 | bpi.co.uk           |
| Insgesamt                                                                                    | 4× Silber4 | 6× Gold6 | 6× Platin6 |           |                     |